# Turbicellepora ampla
Turbicellepora ampla är en mossdjursart som först beskrevs av James Barrie Kirkpatrick 1888.  Turbicellepora ampla ingår i släktet Turbicellepora och familjen Celleporidae. Inga underarter finns listade i Catalogue of Life.